# Arctostaphylos coloradensis
Arctostaphylos coloradensis är en ljungväxtart som beskrevs av Reed Clark Rollins. Arctostaphylos coloradensis ingår i släktet mjölonsläktet, och familjen ljungväxter. Inga underarter finns listade i Catalogue of Life.